# Wilhelm Schreuer
Wilhelm Schreuer, né le 28 septembre 1866 à Wesel et décédé le 11 novembre 1933  à Düsseldorf est un peintre allemand.